# 八甲田雪中行軍遭難事件

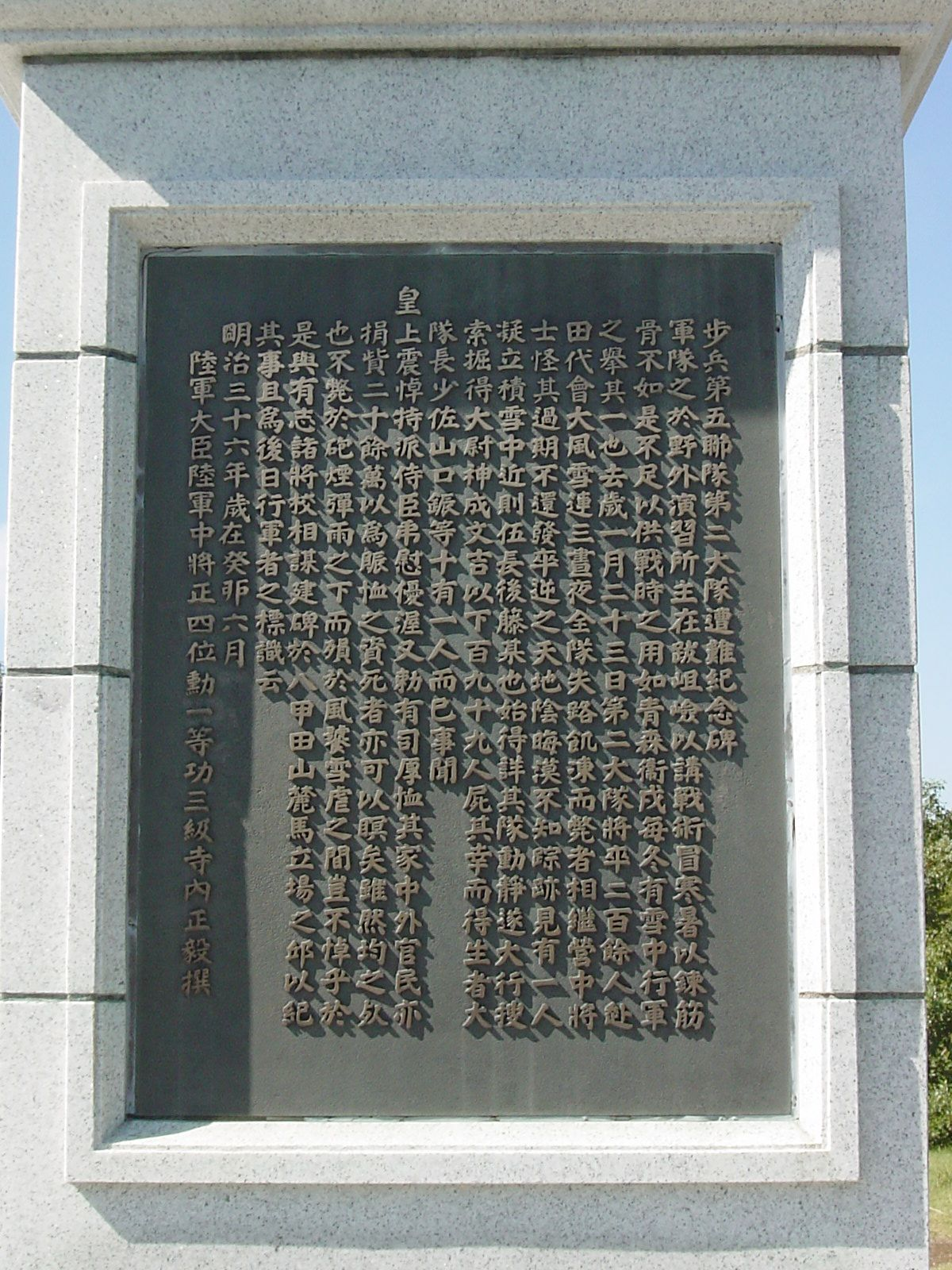
事件当時の陸軍大臣、寺内正毅の揮毫による雪中行軍遭難記念像の碑文

八甲田雪中行軍遭難事件（はっこうだせっちゅうこうぐんそうなんじけん）は、1902年（明治35年）1月に日本陸軍第8師団の歩兵第5連隊が、青森県の青森市街から八甲田山の田代新湯に向かう雪中行軍の途中で遭難した事件。訓練への参加者210名中199名が死亡（うち6名は救出後死亡）するという日本の冬季軍事訓練において最も多くの死傷者を出した事故であるとともに、近代の登山史における世界最大の山岳遭難事故である。

## 雪中行軍に至る経緯

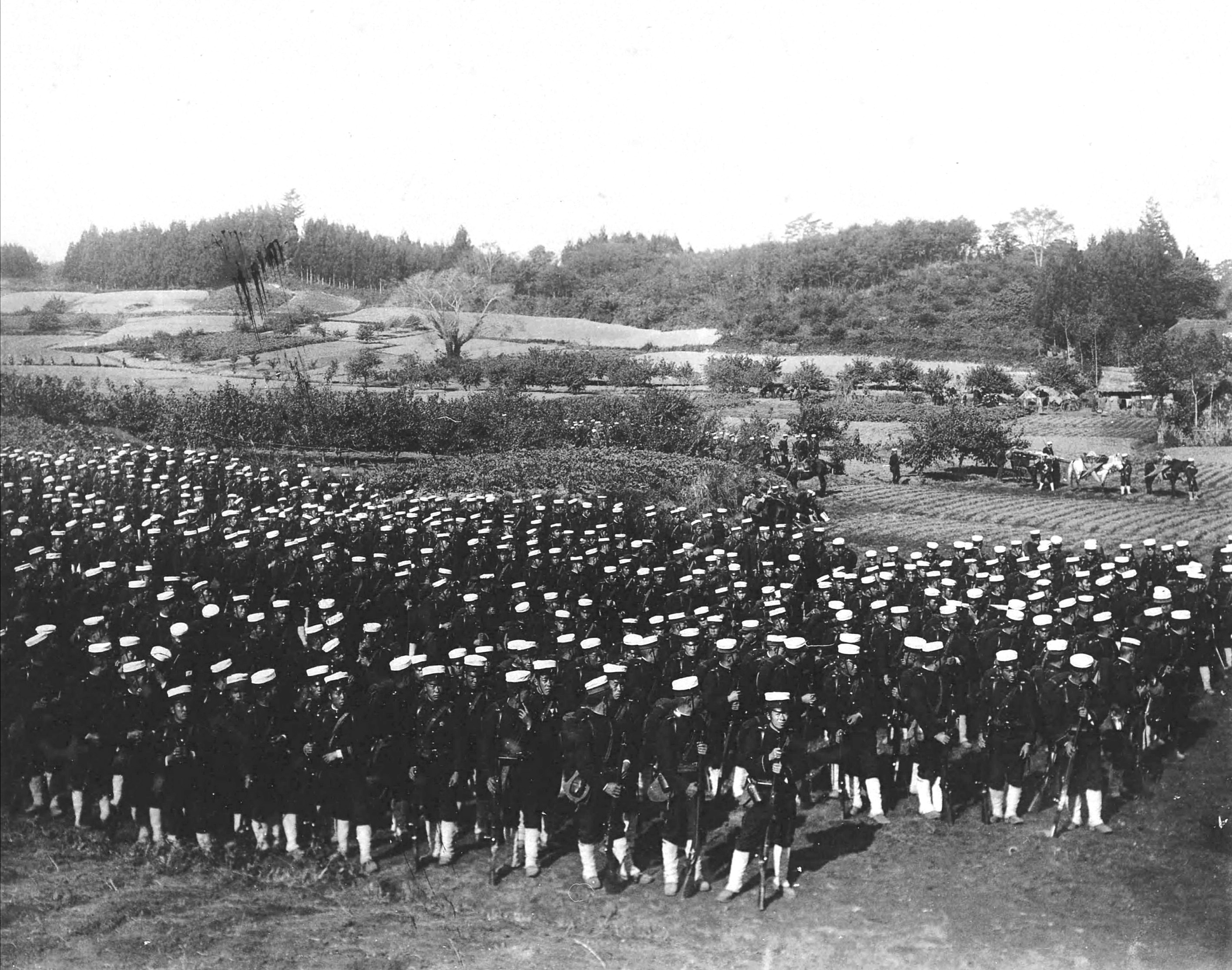
遭難の3ヶ月程前に撮影された歩兵第5連隊の様子

日本陸軍は1894年（明治27年）の日清戦争で冬季寒冷地での苦戦を強いられた経験を踏まえ、さらなる厳寒地での戦いとなる対ロシア戦に向けた準備をしていた。日本陸軍にとって冬季訓練は喫緊の課題であった。こういった背景の中で、青森歩兵第5連隊210名は1902年1月23日に雪中行軍訓練を計画した。また、同時期の1月20日には弘前歩兵第31連隊も八甲田山で雪中行軍訓練を実施していた。

### 行軍の目的
青森歩兵第5連隊の雪中行軍訓練は、冬のロシア軍の侵攻で青森の海岸沿いの列車が不通となった場合、物資の運搬を人力ソリで代替可能か調査することを主な目的とした。対象となった経路は「青森 - 田代 - 三本木 - 八戸」間で、最大の難所である青森 - 田代温泉間の雪中行軍演習は片道約20キロメートル (km) 、1月23日より1泊2日の予定で計画された。行軍経路は田代街道（現在の青森県道40号青森田代十和田線）である。

### 行軍の予行演習
青森第5連隊の第2大隊は1902年（明治35年）1月18日、行軍計画の立案者である陸軍歩兵大尉・神成文吉の指揮で予行演習を行った。これは中隊規模（約140名、うちかんじき隊20名）の将兵とソリ1台で屯営（青森） - 小峠間（片道約9 km）を往復したもので、好天に恵まれて成功した。神成中隊長は大隊長で陸軍歩兵少佐の山口鋠に屯営（青森） - 田代間は1日で踏破可能と報告。1月21日、山口大隊長は行軍命令を下し、23日に出発することを定めた。

### 行軍の準備
第5連隊の雪中行軍隊は210名の編成で、1日分の食糧（米、豆、餅、缶詰、漬物、清酒）、燃料（薪と木炭）、大釜と工具など合計約1.2tをソリ14台で曳く計画だった。ソリの重量は1台約80キログラム (kg) あり、4人以上で曳くこととなる。加えて行李に詰めた昼食用の弁当1食分、道明寺粉1日分、餅2個（1個50匁＝187.5グラム）の各自携行が命じられ、懐炉の使用が推奨された。
出発前日、同行する軍医から凍傷の予防と処置に関する事前注意があった。そこでは手指の摩擦や足踏などに加え、露営ではなるべく「睡眠セザル様注意スベキコト」と指示された。将兵の十分な休息は計画しておらず、後述のごとく、物心両面の備えを欠いていた。

### 雪中行軍隊の編成

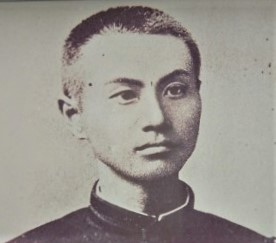
神成文吉 歩兵大尉

1902年（明治35年）1月21日、陸軍歩兵少佐の山口鋠は携行品に関する命令の他、部隊編成に関して下表のように歩兵第5連隊の第2大隊を中心に第5中隊長の神成大尉を中隊長として行軍隊が編成すること、また神成大尉の指揮に従うことを命令した。
山口少佐は遭難行軍の途中から指揮権を握ったという証言もある。
| 原隊    | 原隊     | 人数（名） |
| ------- | -------- | ---------- |
| 第1大隊 | 本部     | 0          |
| 第1大隊 | 第1中隊  | 3          |
| 第1大隊 | 第2中隊  | 3          |
| 第1大隊 | 第3中隊  | 3          |
| 第1大隊 | 第4中隊  | 3          |
| 第2大隊 | 本部     | 2          |
| 第2大隊 | 第5中隊  | 47         |
| 第2大隊 | 第6中隊  | 44         |
| 第2大隊 | 第7中隊  | 44         |
| 第2大隊 | 第8中隊  | 49         |
| 第3大隊 | 本部     | 1          |
| 第3大隊 | 第9中隊  | 2          |
| 第3大隊 | 第10中隊 | 3          |
| 第3大隊 | 第11中隊 | 3          |
| 第3大隊 | 第12中隊 | 2          |

| 編成     | 編成   | 階級        | 名前       | 原隊    | 原隊    |
| -------- | ------ | ----------- | ---------- | ------- | ------- |
| 第一中隊 | 中隊長 | 8歩兵大尉   | 神成文吉   | 第2大隊 | 第5中隊 |
| 第一中隊 | 小隊長 | 7歩兵中尉   | 伊藤格明   | 第2大隊 | 第5中隊 |
| 第一中隊 | 小隊長 | 7歩兵中尉   | 大橋義信   | 第2大隊 | 第7中隊 |
| 第一中隊 | 小隊長 | 7歩兵中尉   | 水野忠宜   | 第2大隊 | 第8中隊 |
| 第一中隊 | 小隊長 | 6歩兵少尉   | 鈴木守登   | 第2大隊 | 第6中隊 |
| 第一中隊 |        | 0下士官以下 | 160名      |         |         |
| 特別小隊 | 小隊長 | 7歩兵中尉   | 中野辨次郎 | 第2大隊 | 第8中隊 |
| 特別小隊 |        | 1下士候補生 | 34名       |         |         |
| 編成外   | 編成外 | 9歩兵少佐   | 山口鋠     | 第2大隊 | 本部    |
| 編成外   | 編成外 | 8歩兵大尉   | 興津景敏   | 第2大隊 | 第6中隊 |
| 編成外   | 編成外 | 8歩兵大尉   | 倉石一     | 第2大隊 | 第8中隊 |
| 編成外   | 編成外 | 5三等軍医   | 永井源吾   | 第3大隊 | 本部    |
| 編成外   | 編成外 | 3特務曹長   | 今井米雄   | 第2大隊 | 第8中隊 |
| 編成外   | 編成外 | 3特務曹長   | 小山田新   | 第2大隊 | 第6中隊 |
| 編成外   | 編成外 | 3特務曹長   | 長谷川貞三 | 第2大隊 | 第7中隊 |
| 編成外   | 編成外 | 3特務曹長   | 佐藤勝輝   | 第2大隊 | 第5中隊 |
| 編成外   | 編成外 | 4見習士官   | 田中稔     | 第2大隊 | 第7中隊 |
| 編成外   | 編成外 | 4見習士官   | 今泉三太郎 | 第2大隊 | 第8中隊 |

## 遭難の経緯

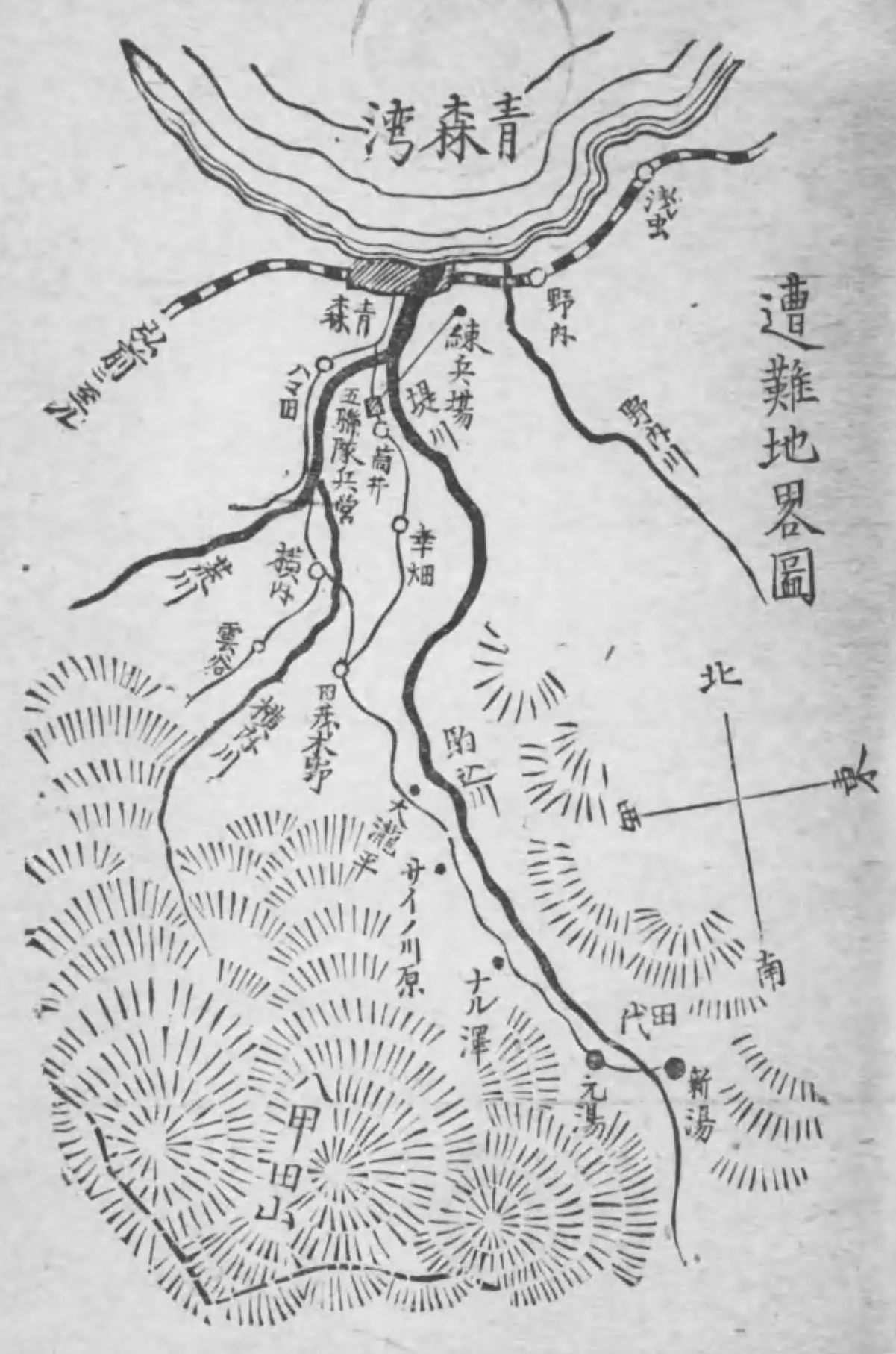
青森から田代に抜ける駒込川沿いが八甲田山雪中行軍のルート

### 第1日
1月23日午前6時55分に歩兵第5連隊は青森連隊駐屯地を出発。田茂木野において地元村民が行軍の中止を進言し、もしどうしても行くならと案内役を申し出るが、これを断り地図と方位磁針のみで厳寒期の八甲田山踏破を行うこととなった。

#### 天候悪化
午前中、小峠までは障害もなく進軍できたが、ソリ隊が遅れ始めたため大休止とし昼食を摂った。この時、天候が急変し、暴風雪の兆しがあらわれたことから、永井軍医の進言により、将校間で進退についての協議を行った。装備の乏しさと天候悪化を懸念し、将校らは駐屯地へ帰営することを検討したが、田茂木野村ではすでに案内人を断っていたほか、見習士官や長期伍長など下士を中心とする兵たちの反対もあり、行軍を続行した。
隊は悪天候と深雪などの苦難を経て、大峠から6 kmの馬立場まで進んだ。ここから鳴沢にかけては積雪量が格段に増したために速度が落ち、食料と燃料などを積んだソリ隊は本隊より2時間以上遅れることとなった。神成大尉は第2、第3小隊計88名をソリ隊の応援に向かわせると共に、設営隊15名を田代方面に斥候を兼ねた先遣隊として先行させた。
午後5時頃、馬立場から鳴沢へ向かう途中でソリによる運搬を断念、積み荷は各輸送隊員が分担して持つこととなった。先遣隊として先行していた設営隊は進路を発見できず、道に迷っていたところを、偶然本隊と合流した。見習士官が先導する第2の斥候隊を派遣したが、日没と猛吹雪により田代方面への進路も発見できなくなったため、やむなく隊は露営地を探すこととなった。

#### 第1露営地
午後8時15分、田代まであと1.5 kmの平沢の森を最初の露営地と定めた。『遭難始末』によれば、幅2メートル (m) 、長さ5 m、深さ2.5 m、都合6畳ほどの雪壕を小隊毎に5つ掘り、1壕あたり40名が入った。覆いや敷き藁もなかったため保温性に乏しく、座ることもできなかった。
午後9時頃までには行李隊も全て露営地に到着し、各壕に餅と缶詰、および木炭約6貫匁（約22.5 kg）ずつが分配された。しかし40人分を賄うには乏しい量であり、炉火も各壕で1つずつしかおこせなかったため交代で暖を取ることとなったが、着火に1時間余りを要し、炊事用の壕を掘ろうとするも、8尺（約2.4 m）掘っても地面に届かず、やむなく雪上にかまどと釜を据えて炊事作業を始めた。炊事用の水も火で雪を融かして得る必要があったが、まず火が容易に点かず、さらに火で床の雪が融けて釜が傾くなど問題が続発し、炊事作業は極めて難航した。

### 第2日

#### 帰営決定
1月24日午前1時頃、ようやく1食分の生煮えの飯が支給された。炊飯後の釜で温めた酒も分配されたが、異臭を帯びていて飲めなかった。将兵は壕の側壁に寄り掛かるなどして仮眠を取ったが、気温零下20 ℃以下に達しており、眠ると凍傷になるとして軍歌の斉唱や足踏が命じられた。このため長くても1時間半程度しか眠れなかった。出発は午前5時の予定だったが、多くの将兵が寒気を訴え、凍傷者が出る恐れが出てきた。午前2時頃、事態を重く見た山口少佐ら将校たちの協議の結果、行軍の目的は達成されたとして帰営を決定。隊は午前2時半に露営地を出発した。

#### 遭難
隊は馬立場を目指すが、午前3時半頃に鳴沢付近で峡谷（ゴルジュ）に迷い込んでしまい、やむなく前の露営地に引き返すこととなったが、この時佐藤特務曹長が田代への道を知っていると進言。山口少佐は独断で「然らば案内せよ」と命じた。しかし佐藤は道を誤り、沢への道を下ったところが駒込川の本流に出てしまった。その頃は全員が疲労困憊しており、隊列も揃わず統制に支障が出始めた。山口は佐藤の言が誤りだったことに気付くが、元来た道は吹雪により消されており、隊は遭難状態となった。

#### 崖登り
やむなく隊は崖をよじ登ることとなったが、登れずに落伍する者が出てきた。駒込川の沢を抜ける際、第4小隊の水野忠宜中尉（華族、紀伊新宮藩藩主水野忠幹の長男）が卒倒して凍死し、将兵らの士気が下がった。

#### 彷徨
隊は崖を登って高地に出たが、猛烈な暴風雪に曝されたため、目標を鳴沢上流の山陰に定め、安全な場所を求めてさまよった。『遭難始末』はこの日の天候は風速29 m/s前後、気温零下20 - 25 ℃以下、積雪は渓谷の深い場所で6 - 9 mという悪条件だったと推測している。このためこの間に将兵の4分の1が凍死または落伍した。特に行李の運搬手はわずかしか残らず、彼らもみな荷物を放棄していた。倉石大尉は夕刻になっても未だに炊事用の銅釜を背負っている山本徳次郎一等卒（生還）を見かねて釜をすてさせた。

#### 第2露営地
この日の行軍は14時間半に及んだが、それでも前の露営地より直線距離にして約700 m進むだけに留まり、夕方頃鳴沢付近にて見出した窪地を次の露営地と定めた。しかし、隊の統制が取れぬ上に、雪濠を掘ろうにも道具を携行していた者は全員落伍して行方不明となっており、文字通り吹き曝しの露天に露営することとなった。食糧は各自携行していた糒（ほしいい）や餅の残りと缶詰があったが、凍結していてほとんど摂食不可能だった。隊は凍傷者を内側に囲むように固まり、軍歌の斉唱や足踏、互いに摩擦し合うなどして睡魔と空腹に耐えたが、猛吹雪と気温の低下で体感温度が零下50 ℃近く、前日からほとんど不眠不休で絶食状態ということもあり、多数の将兵が昏倒・凍死した。第2露営地はこの遭難で最も多くの死傷者を出した場所となった。

#### 青森屯営
一方、青森では帰営予定日時になっても到着しない行軍隊を迎えに行くため、川和田少尉以下40名が田茂木野まで行き、午前0時まで待ったものの消息が得られなかった。この日は弘前第31連隊へ転出する松木中尉の送別会を催しており、出席者は「この場で行軍隊が戻ってきたらうれしい話だな」などと悠長に語り合っていた。

### 第3日
1月25日は夜明けを待って出発する予定であったが、凍死者が続出したため、やむなく午前3時頃、隊は馬立場方面を目指して出発した。この時点で死者・行方不明者合わせて70名を超えており、その他の者も多くが凍傷にかかっていた。方位磁針は凍りついて用を成さず、地図と勘だけに頼った行軍となっていた。

#### 彷徨
隊は鳴沢の辺りまで一旦は辿り着いたものの、風も強く断崖に達したため引き返そうとしたが、前方を山に遮られ道を見失った。のちの後藤伍長の証言によれば、大隊本部の将校や神成大尉らの協議の末「ここで部隊を解散する。各兵は自ら進路を見出して青森または田代へ進行するように」と命令したとされる。また小原伍長の証言によれば、「天は我らを見捨てたらしい」というような言葉をこの場所で神成が吐いたとされる。このため、それまで何とか落伍せずに頑張っていた多くの将兵が、この一言により箍（たが）が外れ、矛盾脱衣を始める者、「この崖を降りれば青森だ!」と叫び川に飛び込む者、「いかだを作って川下りをして帰るぞ」と叫び、樹に向かって銃剣で切りつける者など発狂者が出てくるほか、凍傷で手が利かず、軍袴のボタンを外せぬまま放尿し、そこからの凍結が原因で凍死する者など死亡者が続出した。
ただし、実質的に隊の統制が失われていたことはともかく、生還した伊藤中尉は晩年に至っても「隊が途中で解散した」と巷で定説のように扱われている話を否定し続けた。
彷徨で興津大尉以下約30名が凍死。興津は昨晩から凍傷にかかり、櫻井看護長らが手当てをしたが、さらに後に生存者として発見された将兵を含む十数名が行方不明となった。長谷川特務曹長は雪原を滑落して道に迷い、彼に従っていた数名は午後2時頃に見出した平沢の炭小屋に滞在していた。炭小屋ではマッチで火をおこし暖を取ったが、みな激しい疲労からくる睡魔に襲われ、火の番をするのが困難になったため、翌1月26日午前3時頃に火事を恐れて火を消した。隊が第2露営地に戻った頃に山口少佐が意識障害となり、倉石は山口に遺言を訊ねた。後藤伍長はこの時山口が死んだものと判断したようである。

#### 斥候隊
午前7時ごろ、やや天候が回復したのを見計らって、大隊本部所属の倉石大尉は斥候隊を募り、田茂木野方面に高橋他一伍長以下7名、田代方面に渡辺幸之助軍曹以下6名の計13名を送り出した。隊はしばし平静を取り戻したが、午前10時ごろ、1人の兵士が遠目に将兵の隊列が行進するのを見出して「救助隊が来た!」と叫び、他の者も「本当に来た!」「母ちゃ～ん!」と叫び始めた。倉石はラッパ手に命じて号音を吹かせようとしたが、ラッパが唇に凍りつき、腹の力も乏しくまともに吹けなかった。しかし午前11時まで待っても一向に隊列の様子が変わらないので、よく見ると救援隊と思っていたものは風に吹き荒らされる樹列だと判明した。
一方、高橋班の佐々木霜吉一等卒が馬立場付近で帰路を見出し、午前11時30分ごろ、戻ってきた高橋斥候長が帰路を発見し田茂木野方面へ進軍中と報告した。本隊は正午頃出発し、戻ってきた斥候隊について行った。この時点で隊は60名から14名（元の3分の1以下）になっていた。午後3時頃馬立場に到着し、そこでもう片方の渡辺幸之助軍曹らの合流を待ったが、彼らはついに戻らなかった。高橋、佐々木の両名も重なり合うようにして凍死しているのを発見された。
隊は行軍を再開したが、中ノ森東方山腹に達したところで日暮れを迎え、さらに午後5時、カヤイド沢東方鞍部に着いた頃、倉石大尉が気づいた時には大橋中尉、永井軍医が隊列から離れて行方不明となっていた。永井や桜井龍造看護長などの医療班は、身体の限界を押して看護を続けた結果、自分たちも倒れてしまっていた。この頃には隊はばらばらになっており、倉石はカヤイド沢に降りて第3の露営地を定め、伝令を送ったが、人員は集まらなかった。

#### 合流、第3露営
『遭難始末』によれば、午後11時頃、倉石大尉の一行は山口隊の捜索に出発し、午後12時頃に合流を果たして第3露営地に戻った。露営地では互いに大声で呼び、打撃を加えて昏睡を防ぎ、凍死者の背嚢を燃やすなどして寒さを凌いだものの多数の将兵が凍死した。
なお、この日と翌26日の記録は資料や証言者によって違いがあり、記憶違いか異なる側面かは定かでない。倉石大尉の証言によれば、山口少佐ではなく先行した神成大尉の一行とはぐれており、25日深夜を回った26日午前1時に合流を目指して出発したが、同日中には合流できず、27日に至って神成らと再会し、協議の末ふた手に分かれることを決めたという。
また、後藤伍長の証言によれば、25日に山口少佐が死亡し、この日の夜の時点で生存者は71名いたが、田代に進むか田茂木野に戻るか方針が定まらず各自の任意行動となった。ここで倉石大尉は田代を目指すとして独り姿を消し、先導した水野中尉も雪に沈むなど凍死者が続出した（山口の死亡は誤認とされる。また水野の死亡は通常24日とされる）。

#### 青森屯営
青森では、天候が前日よりも良かったこともあり、古閑中尉以下40名は幸畑で粥を炊いて帰営を待った。さらに一部の将兵は田茂木野村の南端でかがり火を焚いて夜まで待った。しかし夜半になっても到着せず、屯営では行軍隊が三本木方面に抜けているのではと考え、三本木警察に電報を打ったが確認がとれず、翌日救援隊を派遣することを決定した。

### 第4日
1月26日、『遭難始末』によれば、倉石、神成両大尉と比較的元気だった十数名との協議の末、現在地から田茂木野までおよそ8 kmと推測し夜明けを待って出発することとした。午前1時頃に将兵を呼集すると約30名になっていた。前日の露営で山口少佐が再び意識障害となり、兵卒に背負われて行軍した。隊列は乱れに乱れ、先頭は神成、倉石と定まっていたが、他の者は所属も階級も関係なく、将兵たちが後から続く形となっていた。神成と倉石は前方高地を偵察しつつ進んでいた。
前日夜、後藤伍長は他の4、5名と共に露営中、飢えと寒さのため昏睡したが、幸運にも凍死せず26日朝に目覚めた。降雪もなく晴天だったが、周りに誰もおらず、見渡すと三々五々、将兵が点在して帰路を見定めようとしていた。そこで自分も高地に登ったところ、神成大尉、鈴木少尉らと出会い、以後行動を共にした。この日の天気は晴れ時々雪だった。
隊は夕方までに中の森から賽の河原の間（正確な位置は不明）に到着し4度目の露営をした。賽の河原までは通常なら徒歩で2時間の距離だったが、極度の飢えと疲労のために1日を要した。

#### 救援隊による捜索
この日、村上一等軍医、三神少尉、下士卒60名の救援隊は屯営を出発した。途中村民を案内人として雇い大峠まで捜索活動を行ったが、案内人の調達に手間取り出発が遅れたことに加え、この日の気温は零下14℃で風雪も厳しく、案内人および軍医の進言により捜索を打ち切って田茂木野へ引き返した。

### 第5日
1月27日、生き残った隊は協議の末ふた手に分かれることとした。青森に向かって左手の田茂木野を目指す神成大尉一行数名と、右手の駒込澤沿いに進行し青森を目指す倉石大尉（山口少佐含む）の一行約20名である。なお、『遭難始末』では分隊した日付けを26日としているが、倉石の証言によれば27日が正しい。
倉石隊は駒込川方面を進むが、途中青岩付近で崖にはまってしまい、進むことも退くこともできなくなった。日没後は崖の陰に寄って夜を凌ごうとしていたところ、今泉三太郎見習士官が下士1名を伴い、連隊に報告すると告げ、裸になると倉石の制止を振り切り川に飛び込んだ。のちに倉石は「川を下っていった」と述べているが、他の生還者の証言から川に飛び込んだのは間違いなく、3月9日に下流で遺体となって発見された。
神成隊は、目標に対し比較的正しい方角へ進んでいたものの、猛吹雪をまともに受けたため落伍者が続出し、隊は4名となった。やがて鈴木少尉も高地を見に行くと言い残し、隊を離れたが、そのまま帰ってこなかった。さらに及川篤三郎も危篤に陥り手当てもできずに死亡。ついには神成も倒れ、1月27日早朝、神成は後藤に「田茂木野に行って住民を雇い、連隊への連絡を依頼せよ」と命令した。後藤は朦朧とした意識の中、危急を知らせるために、単身田茂木野へ向かった。

#### 救援隊による捜索と後藤伍長発見
救援隊は捜索活動を再開した。田代まで行き、行軍隊と接触しようと、尻込みする案内人を説得して出発した。午前10時半ごろ、三神少尉率いる小隊が大滝平付近で雪中にたたずむ後藤房之助伍長を発見。後藤はこの時のことを「其距離等も詳かに知る能はず、所謂夢中に前進中救護隊の為めに救助せられたるものなり」と述べている。ここで雪中行軍隊の遭難が判明した。
発見時の様子については複数の説がある。

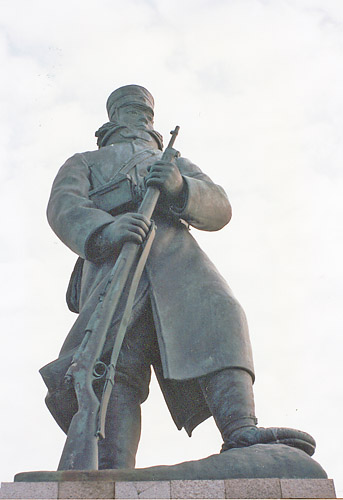
遭難し、直立したまま仮死状態で発見された後藤房之助伍長の像

- 1月29日付東奥日報によれば、救援隊が遠目に人らしいものが1、2歩動くのを認めて近付くと、後藤伍長が直立したまま身動きせず目だけをギロギロさせており、大声で呼び掛けると初めて気が付いた様子で言葉を発した。
- 同紙の1月30日付号外によれば、救援隊に気付いて大声で叫び、気が緩んだのかその場で倒れた。この記述が29日の記事に続くものかは不明。
- 同年7月23日発行の『遭難始末』によれば、目を開けたまま仮死状態で立っており、近付いて救命処置を施して約10分後に蘇生した[28]。この説は以後「仮死状態で歩哨の如く立っていた」などと喧伝され、後に銅像が建立された。

#### 神成大尉らの遺体発見
意識を取り戻した後藤伍長が「神成大尉」と言葉を発したため、付近を捜索すると約100 m先に神成が倒れていた。神成は帽子や手袋も着けぬまま首まで雪に埋まっており、全身が凍結していた。軍医は腕に気付け薬を注射しようとしたが、皮膚まで凍っていたため針が折れた。やむなく口を開けさせ口腔内に針を刺した。何か語ったように見えたが、蘇生せずそのまま死亡した。すぐ近くで及川篤三郎の遺体も発見されたが、2名の遺体を運ぶことはできず、目印を付けて後日収容することとし、後藤と重度の凍傷で倒れた救援隊員の計2名の生存者を救護して田茂木野へたどりついた。

#### 本部への報告
午後7時40分、三神少尉が連隊長官舎に駆け込み、大滝平での後藤伍長発見の報に加え、雪中行軍隊が「全滅の模様」であること、2時間の捜索で「救助隊60余名中、約半数が凍傷で行動不可かつ1名が重度の凍傷で卒倒」となったことを知らせた。行軍隊が田代に到達したものと信じていた青森歩兵第5連隊長の津川謙光中佐は、この報告を聞いて青くなった。

### 第6日
1月28日、倉石隊の佐藤特務曹長が発狂、下士兵卒を連れて川に飛び込み、岩に引っ掛かり凍死した。倉石は数名を連れて崖穴に入ったが、山口少佐ら数名は川岸の場所にいた。どちらかといえば倉石のいる所の方が場所的には良かったので、倉石は山口に崖穴に来るよう勧めたが、山口は「吾は此処にて死せん」として拒んだ。山口に水を与える役目は、比較的動けた山本徳次郎一等卒が負った。

#### 弘前隊の通過
この日の朝、八甲田山を逆方向から行軍してきた弘前隊は田代付近の露営地を発ち、鳴沢-大峠経由で田茂木野を目指した。この行軍では青森隊の遭難地を通過する際に遭難者を見たとする説がある（後述）。

### 第7日
1月29日、救助隊が神成大尉および及川伍長の遺体を収容し、各哨所も完成する。

#### 弘前隊の青森到着
午前2時過ぎ、弘前隊は前日からの昼夜を分かたぬ強行軍の末、田茂木野に到着した。同隊は民家で食事したのち午前4時20分に再び出発し、午前7時20分に青森駅前に到着した。

### 第8日
1月30日、後藤惣助一等卒が倉石大尉らと合流した。
救助隊は賽の河原で中野中尉ら36名の遺体を発見した。この場所は倉石大尉らが駒込川の沢に下りていった道に当たる。「賽の河原」という地名は、以前にもここで凍死した村人が多数いたことに由来するといわれる。

### 第9日
1月31日午前9時ごろ、鳴沢付近で捜索に加わっていた人夫が、飛び出してきたウサギを面白半分に追いかけたところ、偶然炭小屋を見出した。人の気配がするので戸を開けてみると2名の生存者がおり、三浦武雄伍長と阿部卯吉一等卒を救出した。朝まで生きていたというもう1名の遺体も発見した。三浦、阿部の両名は軍医の質問に対し、25日朝に露営地から出発したところまでは覚えているが、それ以降は記憶がなく、気づいたら小屋に飛び込んでいたと証言している。小屋周辺では16名の遺体を発見した。この際、田村少佐は陸軍省に「生存者12名」と電報を打つが、すぐさま「生存兵卒2、遺体10」と訂正している。なお、三浦は3月14日に入院先で死亡した。
鳴沢では他に水野忠宜中尉以下33名の遺体を発見し、大滝平付近で鈴木少尉の遺体を発見している。1902年2月6日付萬朝報に「故に某将校は鈴木少尉の死体を発見せし時、『是れ死後二十時間以上を経しものに非ず。捜索今一日早かりせば』とて深く捜索の緩慢なるを遺憾とす」という記述が残っている。

#### 倉石大尉らの発見
午前9時ごろから倉石大尉らが崖を登り始め、午後3時ごろ、250 mほど進んだ所で倉石、伊藤中尉ら4名が救援隊に発見された。生存者計9名が救助されたが、高橋房治伍長、紺野市次郎二等卒は救出後死亡した。同時に救出された山口少佐も入院先にて2月2日に死亡した。

#### 弘前隊の帰営
この日弘前隊は弘前市郊外の連隊屯営に帰営し、雪中行軍の全日程を終えた。

### 第10日
2月1日、賽の河原付近にて数名、按ノ木森から中ノ森にかけては十数名の遺体を発見した。

### 第11日
2月2日、捜索隊が大崩沢（平沢）付近で見出した炭小屋において、長谷川特務曹長、阿部寿松一等卒、佐々木正教二等卒、小野寺佐平二等卒の4名の生存が確認された。しかし佐々木、小野寺の両名は救出後死亡した。当初小屋には8名の生存者がいたが、うち比較的元気な3名は屯営を目指して出発したのち全員凍死し、永井軍医は付近から発された助けを求める声を聞いて外出したきり戻らなかったという。
午後3時ごろには、最後の生存者となる村松伍長が古館要吉一等卒の遺体とともに田代元湯付近の小屋で発見された。村松は四肢切断し一時危篤となったが、かろうじて回復した。25日朝の遭難当時、村松は古館らと共に隊からはぐれ、青森を目指したが道を誤り、26日午後にこの小屋を見出した。中には茅が積まれていたがマッチが無かったため火をおこせず、翌日古館が死亡した。村松は付近で発見した温泉の湯を飲んで命をつないだが、30日以降は立てなくなり、以後は寝たまま雪を食べていたという。

## 生存者
| 原隊    | 原隊     | 出発時（名） | 生存者（名） |
| ------- | -------- | ------------ | ------------ |
| 第1大隊 | 本部     | 0            | 0            |
| 第1大隊 | 第1中隊  | 3            | 0            |
| 第1大隊 | 第2中隊  | 3            | 0            |
| 第1大隊 | 第3中隊  | 3            | 1            |
| 第1大隊 | 第4中隊  | 3            | 0            |
| 第2大隊 | 本部     | 2            | 0            |
| 第2大隊 | 第5中隊  | 47           | 2            |
| 第2大隊 | 第6中隊  | 44           | 2            |
| 第2大隊 | 第7中隊  | 44           | 2            |
| 第2大隊 | 第8中隊  | 49           | 4            |
| 第3大隊 | 本部     | 1            | 0            |
| 第3大隊 | 第9中隊  | 2            | 0            |
| 第3大隊 | 第10中隊 | 3            | 0            |
| 第3大隊 | 第11中隊 | 3            | 0            |
| 第3大隊 | 第12中隊 | 2            | 0            |

| 編成     | 出発時（名） | 生存者（名） |
| -------- | ------------ | ------------ |
| 第一中隊 | 165          | 9            |
| 特別小隊 | 35           | 0            |
| 編成外   | 10           | 2            |

最終的な生存者は、倉石一大尉（山形）、伊藤格明中尉（山形）、長谷川貞三特務曹長（秋田）、後藤房之助伍長（宮城）、小原忠三郎伍長（岩手）、及川平助伍長（岩手）、村松文哉伍長（宮城）、阿部卯吉一等卒（岩手）、後藤惣助一等卒（岩手）、山本徳次郎一等卒（青森）、阿部寿松一等卒（岩手）の11名のみであった。
この他、山口鋠少佐、三浦武雄伍長、高橋房治伍長、紺野市次郎二等卒、佐々木正教二等卒、小野寺佐平二等卒の6名も救出されたが、治療の甲斐なく死亡した。
生還者は、倉石大尉、伊藤中尉、長谷川特務曹長を除き、その全員が凍傷により足や手の切断を余儀なくされた。比較的軽症者のうち、及川はアキレス腱と指3本、山本は左足を切断した。他の者は四肢切断（一部は両下肢と手指部のみ）であった。また、最も健常だった倉石は日露戦争の黒溝台会戦で1905年1月27日に戦死した。伊藤、長谷川も重傷を負った。
遭難の詳細については生存者の証言に異同がある。

### 山口少佐の死因
救出されたものの2月2日に死亡した第3大隊長の山口少佐の死因は公式発表では心臓麻痺となっている。山口は元々心臓が弱かったとの証言もある。しかし、遭難についての一切の責任を負わせるために軍部が暗殺したとする説や、ピストル自殺説（小笠原孤酒を取材した新田次郎が採っている）もある。最近では「凍傷の指で銃の操作は不可能」として新たな背景を探る松木明知の研究（死因はクロロホルムによるショック死）もある。
山口の最期を看取った軍医は山形衛戍病院からの応援者、中原貞衛である。担当の中原軍医が数年後に変死したことなどもあって、陸軍上層部による暗殺説もあるが、弘前大学医学部麻酔科の松木明知教授が、陸上自衛隊三宿駐屯地内にある彰古館（医療史博物館）が所蔵する『陸軍軍医学会雑誌』の「明治三十五年凍傷患者治療景況」に記載された山口少佐の死亡状況を医学的に分析したところ、クロロホルム麻酔による心臓麻痺の可能性が高いと指摘した。なお中原軍医は医学を志す以前に、山口少佐と同じ東京外国語学校に学んでおり（専攻はドイツ語）、一方、山口少佐の前任地は中原軍医が居た山形であった。この点に注目し、二人に面識があったと推論する論も見られる。
山口の生存が確認されたのは1月31日の夕刻であり、それまでは後藤伍長の言によりすでに死亡したとされていた。崖下からの引き上げに手間取ったため、最終的に救助されたのは夜中で、応急処置の後、青森衛戍病院に入院したのは2月1日の夜である。入院時の記録では「膝下、肘下は重度の凍傷で手指は水膨れて膨張す」とある。この記録によって、まず拳銃自殺は否定される。
山口が死亡したのは2月2日午後8時半であるが、入院後わずか1日で死亡している。当時、東京－青森間は、直通列車で23時間を要し、電話も敷設されていなかったため、急を要する通信手段は電報に限られていた。遭難発生後の当時のその電報記録についても、その発信日時まで詳細に残っているが、その中には陸軍上層部（陸軍大臣および第八師団長）による謀殺を匂わすような文言は一切ない。
よって、松木が主張するような「軍上層部による山口少佐謀殺説」は、それを裏付ける証拠もなく、以上のような時間的制約（すなわち、救出後わずか1日程度で陸軍大臣が師団長を通して連隊長に暗殺を命じることは時間的に不可能）もあり、謀殺の事実はほぼあり得ないと考えられる。

## 救助活動および方法
救助活動は青森連隊、弘前連隊、さらには仙台第5砲兵隊も出動した大掛かりな体制となり、延べ1万人が動員された。生存者の救出が済み、捜索方法が確立したのちは青森連隊が独自に行った。
救助拠点は、幸畑に資材集散基地、田茂木野に捜索本部を置き、そこから哨戒所と呼ばれるベースキャンプを設置、前進させる方法が取られた。哨戒所は大滝平から最初の遭難地点の鳴沢まで合計15箇所設営予定であったが、実際にはいくつかが併合され、11箇所の設営にとどまった。

### 捜索方法
捜索は、生存者の証言と行軍計画を参照して行軍経路を割り出し、そこを基点として、幅30 m（およそ30人一列）の横隊となり、各人が所持する長さ10 m程の竹棒を雪中に突き刺しながら前進し、少しでも違和感のある手応えを感じた場所を掘削する方法が採られた。この作業は哨戒所を拠点として、日中6時間程かけて行い、遺体は哨戒所に一旦収容したのち捜索本部に集積した。1ヵ月も経過すると、気温の変化で捜索隊員によって踏み固められた雪がシャーベット状に硬くなり、竹棒では刺さらなくなったため鉄棒に切り替えた。
また、初動捜索で北海道から辨開凧次郎らアイヌ一行を招いた。彼等は周辺の地名から遭難者が退避している可能性が高い地点を絞り込み、所有する猟犬（北海道犬）と共に捜索活動を行うという独自の手法を用いた。その結果、67日間の捜索活動で遺体11体と多数の遺品を発見した。

### 遺体収容
発見された遺体は、1体につき数名がかりで掘り出し哨戒所に運搬した。あまりに凍りついていたため、粗略に扱うと遺体が関節の部分からばらばらに砕けるからであった。遺体は哨戒所にて衣服を剥いだのち、鉄板に載せて直火にて解凍され、新しい軍服を着せて棺に収容し本部まで運搬した。
水中に沈んだ遺体は引き揚げ作業が難航し、そのまま流されてしまうものが多数あった。そのため、幸畑村を流れる駒込川に流出防止の柵を設置し、そこに引っ掛かった遺体から順次収容して行った。しかし、雪解けのため川が増水し、柵を越えて海まで流された遺体もあった。
発見された遺体は、最終的に5連隊駐屯所に運ばれ、そこで遺族と面会確認の後、そこで荼毘に付されるか故郷へ帰っていった。腐敗が進んで身元がなかなか判明しない遺体もあった。
最後の遺体収容は5月28日であった。

## 原因
原因は諸説あるが、決定的なものは特定されていない。唱えられている説を列挙する。

### 低体温症
判断力の欠如、思考停止、錯乱などは典型的な低体温症の症状である。神成大尉の「天は我らを見捨てたらしい」という言動は低体温症に起因する典型的な例ともいえる。数日間に及ぶ不眠不休、食事もとれず、猛吹雪で氷点下の雪山を連日彷徨したことにより、全員が例外なく低体温症にかかっていたと思われる。
生存者の小原忠三郎伍長は、行軍中に幻覚幻聴があったことを証言している。幻覚幻聴は重度の低体温症で現れる症状である。

### 気象条件
行軍が行われた時は典型的な西高東低の気圧配置で、未曾有のシベリア寒気団が日本列島を覆っており、各地で日本の観測史上における最低気温を記録していた。青森は例年より8 ℃から10 ℃程低く、青森測候所の記録では1月24日の最低気温が零下12.3 ℃、最高気温は同8 ℃、最大風速14.3 m/sであり、山間部の気象条件はそれらをさらに下回るものであった。行軍隊の遭難した山中の気温は、観測係であった看護兵が記録も残せず死亡したため定かでないが、『遭難始末』は零下20 ℃以下だったと推測している。

### 装備
行軍時の将兵の装備は、特務曹長（准士官）以上が「毛糸の外套1着」「毛糸の軍帽」「ネル生地の冬軍服」「軍手1双」「長脚型軍靴」「長靴型雪沓」、下士卒が「毛糸の外套2着重ね着」「フェルト地の普通軍帽」「小倉生地の普通軍服」「軍手1双」「短脚型軍靴」と、現代と比較すれば冬山登山の防寒に対応しているとは言い難い装備であった。とくに下士兵卒の防寒装備に至っては、毛糸の外套2着を渡されただけである。
倉石大尉はゴム靴を持っていたことが結果として凍傷を防いだと言われているが、これは正月に東京に行った際にたまたま土産物として買っていたものであった。当時の日本ではゴム靴はハイカラな靴（いわゆるファッションブーツ）として扱われていた。

### 指揮系統の混乱
映画『八甲田山』では三國連太郎演じる山口少佐が無謀な上司として描かれ、青森歩兵第5連隊の組織の問題が原因の一つになっていること、また、新田次郎の小説『八甲田山死の彷徨』では、軍首脳部が考え出した寒冷地における人体実験との記述があるが、これらは映画や小説としての演出である。
大隊本部が勝手についてきたという話も映画と小説の創作部分である。
神成大尉は雪中行軍を実施する演習中隊長であり、実質的な指揮官は大隊長の山口少佐だった。

### 極端な情報不足
神成大尉が雪中行軍隊の中隊長を任されることになったのは、行軍実施の直前（約3週間前）である。それまでの担当者は夫人出産の立会いのため、任を解かれる形となった。そのため、実際の雪中行軍に対して神成は何の予備知識も持たぬまま準備作業に入った。準備としては、予行演習の日帰り行軍を小峠まで新兵による小隊編成で行ったのみで、今回の雪中行軍参加者は誰一人参加していない。その行軍自体が晴天下で行われたこともあり、結果として冬山登山や雪中行動の基本的リスクの抽出が行われなかったことになる。なお、神成に関しては、少なくとも将校になってから、雪中行軍に参加したとの記録はなく、参加した将校の半分は雪国の出身ではない。また兵らが露営地において、凍傷で動けなくなることを恐れ、朝まで待たずに夜中に雪濠を出発したことも大きな原因である。このため部隊は暗夜道に迷い、鳴沢付近を彷徨することとなり、これが多くの兵の体力を奪い大量遭難につながった。

### 認識不足
| 出身県     | 参加者数 | 生存者数 | 生存率 |
| ---------- | -------- | -------- | ------ |
| 山形県     | 3        | 2        | 67%    |
| 秋田県     | 2        | 1        | 50%    |
| 青森県     | 6        | 1        | 17%    |
| 宮城県     | 48       | 2        | 4%     |
| 岩手県     | 144      | 5        | 3%     |
| 九州関東他 | 7        | 0        | 0%     |
| 合計       | 210      | 11       | 5.2%   |

| 階級                   | 参加者数 | 生存者数 | 生存率 |
| ---------------------- | -------- | -------- | ------ |
| 将校・同相当官（軍医） | 11       | 2        | 18.2%  |
| 見習士官               | 2        | 0        | 0%     |
| 准士官                 | 4        | 1        | 25%    |
| 下士（看護長含む）     | 45       | 4        | 8.9%   |
| 兵卒（看護手含む）     | 148      | 4        | 2.7%   |
| 合計                   | 210      | 11       | 5.2%   |

雪中行軍参加者のほとんどは岩手県、宮城県など寒冷地の農家の出身者であったが、厳冬期の八甲田における防寒の知識（八甲田の雪は綿雪と呼ばれる乾雪と湿雪の中庸にあたり、岩手や宮城の湿雪とは性質が異なる）は皆無だった。さらに予備行軍が晴天に恵まれ、雪の中の遠足のようであったとの噂も広まり、雪中行軍をトレッキングと同列に考えている者が多かったといわれる。第5連隊では、出発の前日に壮行会が開かれており、深夜まで宴会が行われていたことも、「過酷な行軍」との認識が希薄だったことを窺わせる。長谷川特務曹長は「田代といっても僅かに5里ばかりで、湯に入りに行くつもりで、たった手ぬぐい1本を持っただけだった」と語っている。実際はマッチや蝋燭のほか予備の足袋を持参していた。また、長谷川は凍傷についての知識があり、予備の足袋を手袋代わりに使用し、常に手の摩擦を怠らず、さらに軍銃の革と毛皮の外套の襟を剥がして足に巻き凍傷を防いでいた。後藤惣助一等卒（生還）は“山登り”ということで履物を普段の革製の軍靴から地下足袋に換え、その上に藁沓（わらぐつ）を履いて参加した。生還者の小原伍長の証言によれば、誰も予備の手袋、靴下を用意しておらず、装備が濡れても交換できぬまま凍結がはじまり、体温と体力を奪われていったという。小原も「もしあの時、予備の軍手、軍足の一組でも余計にあれば自分は足や指を失わなかっただろうし、半分の兵士が助かっただろう」と後年証言している。『遭難始末』ほか当時発刊された各種遭難顛末には、行軍前日、大隊長および軍医の命令として、防寒、凍傷の防止、食事等について各小隊長に詳細な注意事項を伝えたとしているが、結果的にはそれが兵卒にまで伝えられなかったか、聞いたものの特段の準備をしなかったものと思われる。
将兵の生還者は全員山間部の出身で、普段はマタギの手伝いや炭焼きに従事している者達だった。彼等は冬山での活動にある程度習熟していたが、凍傷に関する知識はなく、平澤の炭小屋で救出された長谷川特務曹長の談によれば、炭焼小屋で兵卒が凍傷の手をじかに火にかざし、見る間に火傷を負ったが、誰もそれに気がつかず凍傷を悪化させる結果となったため、自らはすぐに火に当たらず、ひたすら手足の摩擦を行ったと証言している。なお、壮年の佐官を含め将校の生存率が高いのは、下士卒のように銃刀を持っていなかったこと（三十年式歩兵銃は銃剣を含めて重量約4.5 kg、将校が所持する軍刀は約2 kg）、行李の運搬に携わらなかったこと、野営中、優先的に焚き火に当たることができたこと、防寒機能に優れた装備（上質の羅紗仕立ての外套や長靴の着用）、携行品も独自の裁量が認められていた（懐炉、フランネルの下着など）が一因と言われている。
第1日目の斥候隊の道迷い、第2日目の佐藤特務曹長が先導して田代温泉に向かった際の道迷い、第3日目の鳴沢での道迷い、これらはリングワンダリングと呼ばれる現象である。人間が視界を失った場合、自身は真っ直ぐに歩いているつもりが、実際は円を描くように進んでしまい、方向方角がわからなくなり遭難へと繋がる。猛吹雪と暴風により視界はゼロに近く、雪壕を出れば確実にリングワンダリングに陥るが、当時はそのような知識はなかった。

## 弘前歩兵第31連隊（非遭難部隊）
同時期の八甲田山では福島泰蔵大尉率いる弘前歩兵第31連隊37名と新聞記者1名が実施していた。

### 行軍に至るまで

#### 行軍の目的
弘前歩兵第31連隊の計画は「雪中行軍に関する服装、行軍方法等」の全般に亘る研究の最終段階に当たるもので、3年がかりで実施してきた演習の総決算であった。経路は「弘前 - 十和田湖 - 三本木 - 田代 - 青森 - 浪岡 - 弘前」間で総延長224 km。日程は1月20日より11泊12日の予定であった。

#### 行軍の準備
弘前第31連隊が行軍命令を通知したのは1901年（明治34年）12月20日頃で、出発の1ヵ月前だった。指揮は陸軍歩兵大尉・福島泰蔵。隊は志願者37名の少数精鋭に東奥日報から従軍記者1名を加えた計38名で編成された。出発に先立ち、同隊は沿線の村落や町役場に書簡で食糧・寝具・案内人の調達を依頼した。また、木こり、マタギ、農家から情報収集し、冬山では汗をかかないように配慮することと、足の凍傷予防として靴下を3枚重ね履きした上から唐辛子をまぶし、さらに油紙を巻くなどの防寒の知識を得て実践していた。服装は絨衣袴・冬襦袢・冬袴下・外套を着て手套・水筒・雑嚢・背嚢を装着し藁沓を履き寒地着各一を付着した。行軍中は麻縄で隊員同士を1列に結んだ。
両連隊は、日程を含め、お互いの雪中行軍予定を知らずに計画を立てた。ただし、弘前連隊の行軍予定については東奥日報が1月17日発行の紙面上で報道していたことから、青森側には行軍予定の重複に気付いた者がいた可能性がある。

### 経過[46]
1月20日午前5時、弘前の屯営を出発。気温零下6度。午後3時20分、小国村に到着し村落に舎営。移動距離24 km。
21日午前8時、小国村を出発。午前11時40分、切明村に到着し村落に舎営。移動距離6キロ。
22日午前6時30分、切明村を出発。午後3時、十和田村に到着し舎営。
23日午前7時、十和田村を出発。午後4時30分、宇樽部に到着し村落宿営。移動距離20 km。
24日午前6時30分、宇樽部を出発。午後6時30分、戸来村に到着し舎営。移動距離34 km。
25日午前7時30分、戸来村を出発。午後4時11分、三本木に到着し舎営。移動距離20 km。三本木で1名離脱。
26日午前8時、三本木を出発。午後2時40分、増沢に到着し村落宿営。移動距離14 km。
福島大尉は他の通過予定地でも1～2名の案内人斡旋の依頼状を送付していたが、八甲田山越えのため事前に登山口の大深内村に下士官2名を派遣し案内人7名（内訳は排雪6名、雪道に詳しいマタギ衆1名）の提供を依頼する公文書と日当その他の費用を立替払いとする念書を持参させている。
27日午前6時30分、増沢を出発。午後1時18分、田代一軒小屋に着き、田代に向かったが視界が悪化し目標の長内文次郎宅の発見に窮し案内人も動揺したため午後8時50分田代にて露営。大きな枯木を中心に直径4 m深さ2 mの雪壕を掘り、枯れ枝を薪として火を熾し、隊員は立ったまま焚き火で暖を取った。田代の積雪量は5 m10 cm、最下降気温はマイナス11 ℃。移動距離18 km。
28日午前1時ごろ、案内人に昨日の目標であった長内文次郎宅の捜索を命じる。長内家は発見できなかったが小屋が見つかったため午前4時7分に露営地を出発。午前6時3分より空き小屋で1時間37分の休憩をした。全員は入りきらないため、外で足踏みをしつつ待つ組と、中で暖を取り餅を炙って食べる組とに分かれた。午後1時5分鳴沢で6分の昼食休止をとり、午後11時50分小峠に到着。移動距離12 km。
29日午前0時、小峠を出発。午前2時15分、田茂木野に着き3時間休止し朝食を摂った。午前7時20分青森市に着き舎営。地元の歓迎を受けるが、公式には、この日に青森隊の遭難を知ることになった。
30日午前7時、青森市を出発。午後4時8分、浪岡村に到着し舎営。移動距離26 km。
31日午前7時半、浪岡村を出発し午後2時5分、弘前屯営に到着。移動距離22 km。予定よりも1日多い11泊12日の行程で、負傷のため中途で帰還した1名を除き全員が無事完遂した。
弘前第31連隊が全員無事帰還できた理由は下記のようなものとされている。
1. 天候不順で田代新湯にたどり着けないと判断するや、穴を掘ってビバークし、案内人が休憩のできる小屋を発見するまで露営地に留まっていたこと。
2. 部隊を率いた指揮官・福島泰蔵大尉が、寒冷地での活動に際しての様々な準備（例：雪中行軍の研究という目的から、隊員の荷物を最小限とし、食糧や藁沓（わらぐつ）など消耗品の補給、宿泊を全部現地の民間に委ねたことなど）を重ねたこと。
3. 連隊が比較的少人数で、最後まで統率が保たれていたこと。
4. 隊員に地元青森の出身者が多く、選抜に当たっても応募者の体格や素質が充分考慮されたこと。
5. 福島大尉が過去2年間にわたり、岩木山雪中行軍などを実施しており、露営を含め、雪中行軍を熟知していたこと。

### 行軍途中の遭難隊の目撃説
福島泰蔵大尉率いる弘前歩兵隊が青森隊の遭難を知ったのは公式には田茂木野に着いてからとされているが、途中凍死者および銃を見たとの記述が従軍記者による記事や隊員の日記、案内人の証言記録などにある。遭難者の顔を見ようと軍帽を外そうとしたところ、顔の皮膚まで剥がれて軍帽に付着したとの記述もある。さらに弘前隊が田茂木野に着いた際、第5連隊遭難者を目撃した旨を福島大尉自身が報告したという資料が2002年に見つかっている。
しかし、福島の「過去二日間の事は絶対口外すべからず」という命令やその後の軍の緘口令により、現地で見たこと、その他軍の不利になるようなことはすべて封じられた。自らも遭難しそうな状況下で救助は事実上不可能だったが、目撃の事実を隠蔽した理由として、遭難を発見しながら救助活動をしなかったことが推測されている。その後、第5連隊の後藤惣助一等卒（生還）の体験談として、救援隊とおぼしき一団を見て互いに気付いたが無視して通過されてしまい、後日弘前隊だったと知ったという旨の資料が見つかっている。

### 案内人の証言と被害
31連隊と共に田代への道案内で駆り出された地元の一般人も後遺症の残る凍傷などの被害を受けている。国などから補償のあった遭難兵士と違い、道案内の地元民には1人2円の案内料以外は渡されていない。
後日発表された当時の案内人の言によれば、実際には田代に向けた行進において、引き返すことを進言した案内人を叱り飛ばし無理矢理案内をさせたばかりか、田代近辺の露営地に着くなり休憩する暇も与えず、案内人の一部を人質として拘束した上で、残りの者に田代新湯への斥候を命じたとある。結局、新湯は見つからず、明け方になって開拓者の小さな小屋を見出したが、全員は入りきれず、足踏みをしながら朝まで交代で小屋の内と外で休憩をした。
また、31連隊の福島隊は、八甲田山系の最難関を通過後、小峠付近で疲労困憊の案内人たちを置き去りにして部隊だけで田茂木野に行軍していった。これら案内人はすべて重度の凍傷を負い、うち1名は入院するも回復せず、廃人同様となったまま16年後に死亡、いま1人は凍傷のため頬に穴があき、水を飲むのにさえ苦労したという。これらの事実は1930年（昭和5年）になって初めて明らかにされ、地元では“七勇士”として、その功績を称える石碑も翌年に建立された。
陸上自衛隊幹部候補生学校に寄贈された福島大尉の遺品に、7人の案内人を提供した大深内村の村長からの、「連隊長及び福島大尉の念書を頂いて用立てした案内人が重度の凍傷にかかり、治療費を陸軍に負担して貰う旨村議会で全会一致で議決したため、議決書や診断書をお送りしますのでご補助をよろしくお願いします」との内容の手紙がある。

## その後の雪中行軍

### 第2次雪中行軍（戦前）
- 1932年（昭和7年）1月、第2次雪中行軍を敢行。参加者全員無事に八甲田山踏破に成功した。

### 陸上自衛隊第5普通科連隊（戦後）
- 1965年（昭和40年）から毎年厳冬期には、青森駐屯の陸上自衛隊第9師団の第5普通科連隊が八甲田山系での冬季雪中戦技演習を行っている。第5普通科連隊は歩兵第5連隊の連隊番号を継承している。
- 1972年（昭和47年）1月、青森駐屯の第5普通科連隊（陸上自衛隊第9師団）が近代装備を用い八甲田山の雪中行軍に成功した。
- 1997年（平成9年）7月、レンジャー養成訓練中だった青森駐屯第5普通科連隊の訓練生15人、教官ら8人の計23人が、八甲田温泉近くの田代平牧場入口付近の窪地で相次いでガス中毒（二酸化炭素）様の症状で倒れ、12名が病院に運ばれ、うち3名が死亡する事故が起きている。

## 事件以降の出来事

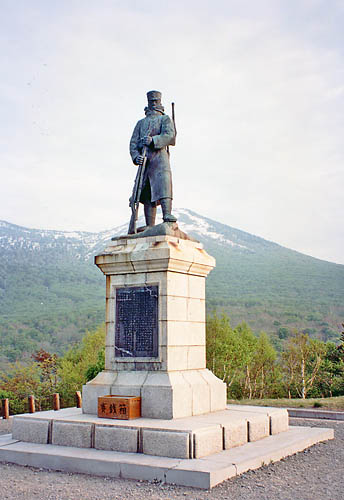
馬立場に立てられた雪中行軍遭難記念像（2006年）

- 当時陸軍大臣だった寺内正毅は、全国の将校から寄付を募り、事件翌年の1907年（明治40年）、大熊氏廣の制作した神成大尉の雪中行軍遭難記念像（後藤房之助伍長の像）が立てられた。像のモデルに後藤伍長が選ばれたのは、神成大尉の命を受けた後藤伍長が命がけで田茂木野に向け行進した功が認められたためである。銅像建立の場所は青森湾を見渡すことのできる馬立場付近で、第二露営地（1月24日）と第三露営地（1月25日）の間に位置する。当時の連隊長に「よく見ろ」と言われた後藤本人は、照れくさく銅像をなかなか見ることができなかったという。なお、後藤伍長発見の地は銅像よりも数km青森よりの場所である。また、彼は遭難の話はあまり話したがらず、同じく生き残りの村松伍長と仲が良かった。
- 八甲田山雪中行軍遭難事件を聞いたノルウェー国王ホーコン7世は、1909年（明治42年）、お見舞いとして明治天皇宛にスキー板2台を進呈した。1910年（明治43年）には陸軍の依頼で、交換将校として来日中のオーストリア＝ハンガリー帝国のレルヒ少佐によるスキーの指導が行われた。レルヒ少佐は1912年（明治45年）まで高田第58連隊（新潟県）や旭川第7師団（北海道）でスキーの指導を行い、同時期にノルウェー式スキーが北海道で導入されたことで、日本国内でスキーによる雪上移動が普及した。
- 1971年（昭和46年）、新田次郎が『八甲田山死の彷徨』として小説化。さらにこの小説を原作とした1977年（昭和52年）の映画『八甲田山』で一般に広く知られることになった。
- 新田次郎の『八甲田山死の彷徨』の終章に、事件後に陸軍と国家が取った対応として遺族には国家から恩給が与えられ皇室からは祭粢料が下賜されたことに続いて、「遭難者は戦死者と同じように扱い、靖国神社に合祀するということを聞いて、遺家族や国民もようやく納得した」と書かれているくだりがあるため、この事件の遭難者が靖国神社の合祀対象となったという誤った説が、長い間流布される結果となったが、上記の情報は誤報であったことが、詳細に明らかにされた[52]。
- 生還者の中で最後の存命人物だったのは小原忠三郎伍長で、両足と手の指を切断したが、91歳まで存命し、1970年（昭和45年）2月5日に死去した。1964年（昭和39年）12月に陸上自衛隊の渡辺一等陸尉が国立箱根療養所を訪ねて、遭難事故の聞き取り調査を行った。その後、1968年（昭和43年）8月に小笠原孤酒が小原から聞き取りを行った。小原の証言によって事件の詳細が判明した[53]。
- 2007年（平成19年）2月14日、後藤伍長の銅像に向かうスキーのコース「銅像コース」で雪崩が発生し、死者2人・重軽傷者8人の事故となった。
- 2011年3月11日に起きた東日本大震災の影響により、陸上自衛隊衛生学校（東京都世田谷区）の史料室の展示品が壊れた際、救出された隊員のうち後藤房之助伍長ら5名の手術前の姿を写した写真が見つかったことが、2012年6月に明らかとなった。これまで術前の写真の存在は知られていなかった[54]。
- 2012年4月12日、弘前歩兵第31連隊の福島泰蔵大尉が記した報告書や手記、論文、手紙など計241点が陸上自衛隊幹部候補生学校に寄贈された。親族が生家で保管していたもので、2004年の日露戦争開戦100周年を機に、公開を検討していたものである[55]。

## 関連施設

### 博物施設・資料館
- 陸上自衛隊第9師団青森駐屯地防衛館 - 元第5連隊本部兵舎を1968年に移築（事前連絡で見学可能）。
- 八甲田山雪中行軍遭難資料館 - 近くに幸畑陸軍墓地（雪中行軍隊墓碑がある）、遭難凍死者英霊堂がある。雪中行軍遭難記念像（後藤伍長像）のレプリカを所蔵する。
- 青森県立青森高等学校 - 出発点の青森歩兵第5連隊跡地。
- 八甲田雪中行軍資料館「鹿鳴庵（ろくめいあん）」 - 十和田八幡平国立公園内の青森市横内にある関連資料約400点を有する資料館[56]。本来は食堂兼土産物店「銅像茶屋」の併設施設だったが、2019年から経営難と経営者の高齢化で閉鎖となった[56][57]。銅像茶屋は経営者と生前の小笠原孤酒に交流があった関係で、小笠原孤酒『吹雪の惨劇』の発行・販売元となっている。なお、鹿鳴庵については市民団体有志らによって、2024年から原則として月1回臨時開館している[56]。

### 跡地・記念碑
- 後藤伍長発見の地 - 青森県道40号青森田代十和田線 青森市が設置した看板あり。
- 中の森第三露営地 - 青森県道40号青森田代十和田線 青森市が設置した看板あり。
- 鳴沢第二露営地 - 青森県道40号青森田代十和田線 青森市が設置した看板あり。
- 平沢第一露営地 - 青森県道40号青森田代十和田線 青森市が設置した看板あり。
- 田代元湯  - 生存者のひとり、村松伍長が発見された場所。
- 田代新湯 - 雪中行軍の目的地。駒込川 沿いに浴槽の跡、湯小屋がある。
- 雪中行軍遭難記念像 - 八甲田山中。1904年建立。モデルは後藤房之助伍長。県立青森高校から県道40号（行軍ルート）で車で40分、銅像茶屋の脇から歩行者用の参道を約250 m登った場所にある。同地はかつての馬立場付近であり、実際の後藤伍長発見場所からは数km南東に位置する。

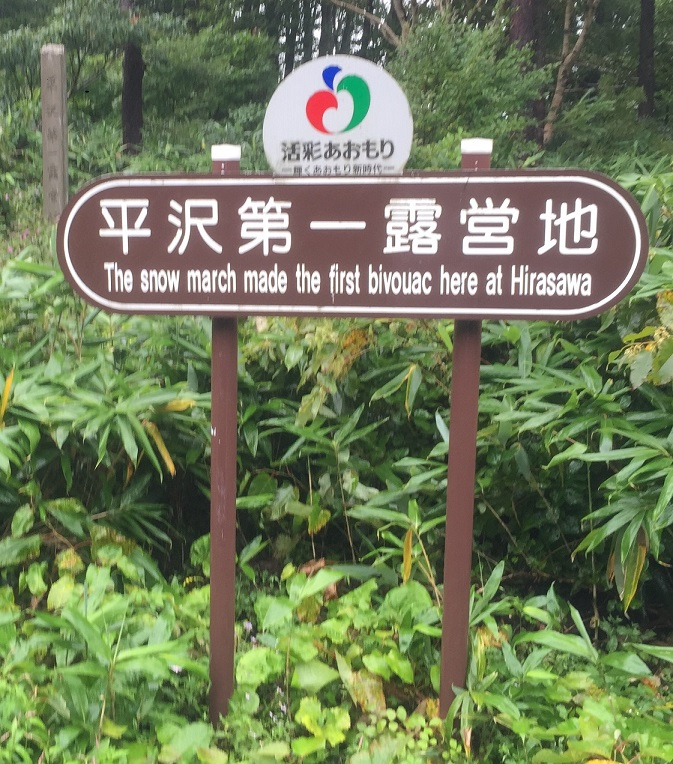
八甲田雪中行軍遭難事件・第一露営地跡。青森県県道40号脇標識
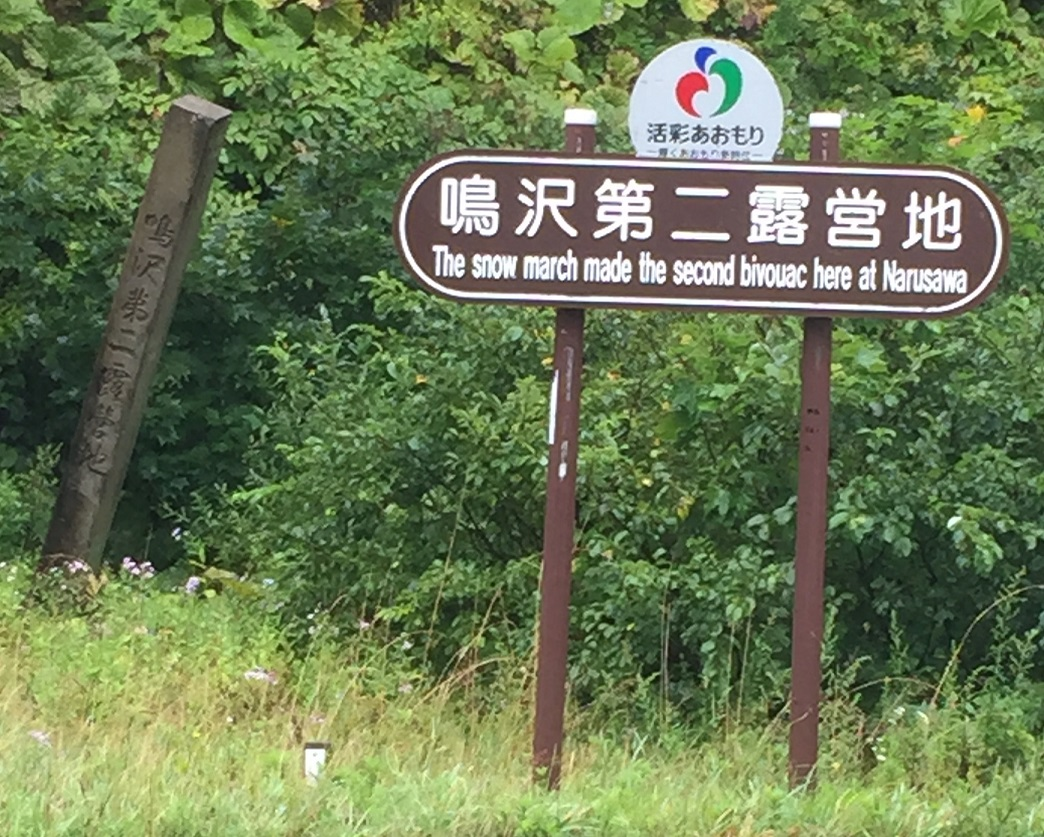
八甲田雪中行軍遭難事件・第二露営地跡。青森県県道40号脇

### その他
- 青森市森林博物館 - 旧青森営林局庁舎。営林局長室が映画八甲田山のロケに使われた。

## 題材とした作品

### 文学
- 吹雪の惨劇（小笠原孤酒著）：私家本
- 八甲田山死の彷徨（新田次郎著）：史実を基にしたフィクション
- われ、八甲田より生還す（高木勉著）：弘前隊・福島大尉の手記を基にした記録
- 八甲田山から還ってきた男（高木勉著）：福島大尉の生涯
- 囚われの山(伊東潤著)

### 映像作品
- 風雪 第46話「雪の行軍 八甲田山の悲劇」（1965年3月4日、NHK総合）テレビドラマ
- 八甲田山（1977年の映画）：新田の小説を映画化したもの
- 八甲田山（1978年、TBS）テレビドラマ
- ドキュメンタリー八甲田山（2014年の映画）：日伊合作によるドキュメンタリー

### 音楽
- 陸奥の吹雪（作詞：落合直文、作曲：好楽居士）[58]：軍歌